# Woronja
Die Woronja (russisch Воронья; auch Kordejok russisch Кордэйок) ist ein Fluss auf der Halbinsel Kola in der Oblast Murmansk in Russland.
Der Fluss hat eine Länge von 155 km und ein Einzugsgebiet von 9940 km². Die Woronja hat ihren Ursprung im See Lowosero und fließt in nördlicher Richtung zur Barentssee.

## Name
Ein samischer Name (nach dem das Dorf Woronje (kildinsamisch Koarrdõgk oder Koardegk) benannt wurde) in den Schreibungen Kardejok oder Kardeiuck ist seit dem Jahr 1593 belegt. Der Sprachwissenschaftler T. I. Itkonen (1891–1968) transkribiert den Namen des Flusses als Kᴖ̀rd-joɢk, ohne einen Wortursprung für den ersten Teil dieser Wortzusammensetzung vorzuschlagen. Der zweite Teil (d. h. joɢk) bedeutet „Fluss“.
Die heutige Benennung des Flusses als Woronja führt der Heimatforscher Alexander Minkin (1924–1995) auf den russischen Namen für den Raben (d. h. Woron) zurück. Minkin etymologisiert den ursprünglich samischen Namen Kordajok als „Fluss des Raben“. Er glaubt, dass dieser Name später zu russisch Woronja lehnübersetzt wurde.
Der Flussname Woronja kommt mehrmals auf der Halbinsel Kola vor. Auch die Woronja in Sibirien (ein Zufluss der Jegoljacha) heißt so, und Woronja ist eine Variante der Woronaja in der Republik Komi (ein Zufluss der Sarjoda).

## Wasserkraftnutzung
Es befinden sich zwei Wasserkraftwerke mit einer Gesamtleistung von 351 MW und einer Jahresleistung von 1069 GWh entlang der Woronja.
| Name              | Fertig- stellung | Leistung in MW | Jahres- leistung in GWh |
| ----------------- | ---------------- | -------------- | ----------------------- |
| Serebrjansk GES-1 | 1971             | 204,9          | 550                     |
| Serebrjansk HPP-2 | 1973             | 150            | 519                     |

Der Stausee des ersten Kraftwerkes (d. h. Serebrjansk GES-1) flutete unter anderem das ehemalige samische Dorf Woronje. Dessen Bewohner wurden 1963 nach Lowosero umgesiedelt. Diese zum ersten Mal 1608 namentlich erwähnte Siida hörte damit auf zu existieren.